# Frederick Delius
Frederick Theodore Albert Delius, CH (Bradford, Yorkshire, 29 de janeiro de 1862 - Grez-sur-Loing, 10 de junho de 1934) foi um compositor inglês. Nascido no Norte de Inglaterra no seio de uma abastada família de mercadores, sempre se opôs a seguir uma carreira comercial. Foi enviado para a Flórida, nos Estados Unidos, em 1884 para administrar uma plantação de laranjas. Rapidamente colocou de parte as suas novas funções e, em 1886, regressou à Europa. Influenciado pela música afro-americana durante a sua curta passagem pela Flórida, começou a compor. Após um pequeno período de estudos sobre música erudita na Alemanha, em 1886, deu início a uma carreira, a tempo inteiro, de compositor, em Paris, e em Grez-sur-Loing, onde ele e a sua esposa Jelka viveriam até ao fim das suas vidas, excepto durante a Primeira Guerra Mundial.
Os primeiros sucessos de Delius surgiram na Alemanha, onde Hans Haym, e outros maestros, deram a conhecer a sua música no final da década de 1890. No Reino Unido, só em 1907 é que a música de Delius começou a ser tocada, após Thomas Beecham se encarregar de a divulgar. Beecham orientou a estreia de A Mass of Life em Londres em 1909 (a estreia da Parte II na Alemanha deu-se em 1908); em 1910, a sua ópera A Village Romeo and Juliet foi interpretada em Covent Garden; e organizou um festival de seis dias dedicado a Delius em Londres, em 1929, tal como gravações dos trabalhos de Delius com a utilização de um gramofone. Depois de 1918, Delius começou a sofrer com os efeitos da sífilis, contraída durante os primeiros anos que passou em Paris. Ficou paralisado e cego, mas terminou algumas composições entre 1928 e 1932 com a ajuda de um amanuense Eric Fenby.
A natureza lírica das primeiras composições de Delius reflectia a música que ele ouvia na América, e as influências dos compositores europeus tais como Edvard Grieg e Richard Wagner. À medida que foi amadurecendo, desenvolveu um estilo único, muito próprio, caracterizado pela utilização de harmonia cromática. A música de Delius tem tido altos e baixos, em termos de popularidade, e habitualmente sujeita a fortes críticas. A Sociedade Delius, criada em 1962 pelos seus seguidores, continua a promover o seu trabalho e a sua vida, e patrocina, anualmente, Prémio Delius para jovens músicos.

## Obra

### Óperas
- Irmelin (1890-92;  1953)
- The Magic Fountain (1893-95;  1977,  1997)
- Koanga ( (1895-97; UA 1904)
- A Village Romeo and Juliet ( Romeo und Julia auf dem Dorfe) (1900-01; premiere em Berlin 1907, Londres 1910 )
- Margot la rouge (1902)
- Fennimore and Gerda (1909-10; premiere 1919)

### Música Incidental
- Zanoni (1888)
- Folkeraadet (1897)
- Hassan (1920-23)

### Concertos
- Suite for Violin and Orchestra (1888)
- Légende for Violin and Orchestra (1895)
- Piano Concerto in C minor (1897)
- Double Concerto for Violin, Cello and Orchestra (1915-16)
- Violin Concerto (1916)
- Cello Concerto (1921)
- Caprice and Elegy for Cello and Orchestra (1930)

### Trabalhos Orquestrais
- Florida Suite (1887)
- Three Pieces (Schlittenfahrt and March caprice) (1887-88)
- Hiawatha - tone poem (1888)
- Idylle de Printemps (1889)
- Little Suite (1889-90)
- Three Small Tonepoems (Summer Evening, Winter Night, Spring Morning) (1890)
- Paa Vidderne (Sur les cimes) - Symphonic Poem after Ibsen (1890-92; version with speaker 1888))
- Over the Hills and Far Away - Fantasy Overture (1895-97)
- Appalachia for Orchestra (1896)
- La Ronde Se Déroule - Symphonic Poem (1899)
- Paris: The Song of a Great City (1899)
- Brigg Fair: An English Rhapsody (1907)
- In a Summer Garden - Rhapsody (1908)
- Dance Rhapsody no. 1 (1908)
- Life's Dance (1908?)
- Two Pieces for Small Orchestra (On Hearing the First Cuckoo in Spring, 1912; Summer Night on the River, 1911)
- North Country Sketches (1913-14)
- Air and Dance for Strings (1915)
- Dance Rhapsody no. 2 (1916)
- Eventyr (Once Upon a Time) (1917)
- A Song Before Sunrise for Small Orchestra (1918)
- A Song of Summer (1929-30)
- Irmelin Prelude (1931)
- Fantastic Dance (1931)

### Vocal
- Six German Partsongs for Choir (1887)
- Sakuntala for Tenor and Orchestra (1889)
- Maud for Tenor and Orchestra (1891)
- Mitternachtslied for Baritone, Male Choir und Orchestra (1898)
- Appalachia for Choir und Orchestra (1898-1903)
- Sea Drift for Baritone, Choir and Orchestra (1903-04)
- A Mass of Life for Soloists, Choir and Orchestra (1904-05)
- Songs of Sunset for Mezzo-soprano, Baritone, Choir and Orchestra (1906-07)
- Cynara for Baritone und Orchestra (1907; completed 1929)
- On Craig Dhu for Choir and Piano (1907)
- Midsummer Song for Choir and Piano (1908)
- Wanderer's Song for Male Choir and Piano (1908)
- An Arabesk for Baritone, Choir and Orchestra (1911)
- A Song of the High Hills for Choir and Orchestra (1911)
- Two Songs for a Children's Album (1913)
- Requiem for Soprano, Baritone, Choir and Orchestra (1914-16)
- Two Songs to be sung of a Summer Night on the Water for Choir (1917)
- The splendour falls on castle walls for Choir (1923)
- A Late Lark for Voice und Orchestra (1925)
- Songs of Farewell for Choir and Orchestra (1930)
- Idyll: Once I passed through a populous city for Soprano, Baritone and Orchestra (1930-32)

### Secção de músicas
- String Quartet (1888)
- Romance for Violin and Piano (1889)
- Violin Sonata B-major (1892)
- String Quartet (1893)
- Romance for Cello and Piano (1896)
- Violin Sonata No. 1 (1905-14)
- String Quartet (1916)
- Cello Sonata (1916)
- Violin Sonata No. 2 (1923)
- Violin Sonata No. 3 (1930)

### Piano e Cravo
- Pensées Mélodieuses (no. 2) (1885)
- Two Pieces for Piano (1889-90)
- Dance for Cembalo (1919)
- Five Pieces for Piano (1922-23)
- Three Preludes for Piano (1923)
- Zum Carnival
- Badinage
- Presto leggiero

### Canções
- Five Songs from the Norwegian (1888)
- Seven Songs from the Norwegian (1889-90; 2 orchestral songs)
- Three English Songs (1891)
- Two Songs after Verlaine (1895; with orchestra)
- Seven Danish Songs (1897; with orchestra)
- Four Songs after Nietzsche (1898)
- Im Glück wir lachend gingen (1898)
- The Violet (1900; with orchestra)
- Autumn (1900)
- Black Roses (1901)
- Summer Landscape (1902; with orchestra)
- The nightingale has a lyre of gold (1910)
- La lune blanche (1911; with orchestra)
- Chanson d'automne (1911)
- I-Brasil (1913)
- Four Old English Lyrics (1915-16)
- Avant que tu ne t'en ailles (1919)
- 18 unpublished songs

## Literatura
- Philip Heseltine (Peter Warlock), Frederick Delius (Bodley Head, London 1923).
- Eric Fenby, Delius as I knew him (orig. G. Bell & Sons Ltd, London 1936). (repr. Cambridge University Press). ISBN 0-521-28768-5
- Arthur Hutchings, Delius (Macmillan, London 1949)
- Thomas Beecham, Frederick Delius (orig. Hutchinson 1959; revised edn. Severn House Publishers 1975). ISBN 0-7278-0099-X
- Gloria Jahoda, "The Music Maker of Solano Grove", Ch.13 in Florida Classics Library, The Other Florida (Charles Scribner's Sons, Port Salerno 1967). Library of Congress cat. no. 67-21339
- Gloria Jahoda, The Road to Samarkand: Frederick Delius and His Music, (Charles Scribner's Sons, New York, 1969), Library of Congress cat. no. 69-17063.
- Eric Fenby, The Great Composers: Delius (T.Y. Crowell Co., 1972).
- Christopher Redwood, A Delius Companion: A 70th birthday tribute to Eric Fenby (John Calder 1976, 1980). ISBN 0-7145-3826-4
- Lionel Carley (ed.), Delius: A Life in Letters (2 vols) (Scolar Press, 1983, 1988). ISBN 1-85928-178-8
- Anthony Payne, 'Frederick Delius', in The New Grove Twentieth-Century English Masters (New York: W. W. Norton, 1986) pp. 69-96. (Reprint of article from The New Grove Dictionary of Music and Musicians, ed. Stanley Sadie (London and Washington, D.C.: Macmillan, 1980).)

## Referência
- (em inglês) Wikipédia